# Meadow
Meadow/ˈmɛdəʊ/ (Multilingual enhancement to gnu Emacs with ADvantages Over Windows)は、かつて開発されていたテキストエディタである。Microsoft Windows用Emacs実装のひとつで、Mule for Win32の後継に当たる。Muleの機能の大部分が取り込まれたGNU Emacs 20をベースとして宮下尚が開発したものであり、英語版Microsoft Windows以外でも多言語をそのまま扱うことができる点が大きな特徴であった。2014年頃に公式サイトが閉鎖され、開発およびサポートは終了している。

## バージョン
- Version1系 GNU Emacs 20ベース
  - Ver. 1.15 安定版（開発停止） GNU Emacs 20.7.1
- Version2系 GNU Emacs 21ベース
  - Ver. 2.00 安定版（開発停止） GNU Emacs 21.1
  - Ver. 2.10 安定版（プレリリース） GNU Emacs 21.4
  - Ver. 2.11 安定版 GNU Emacs 21.4
  - Ver. 2.20 開発版 GNU Emacs 22.0.50
- Version3系 GNU Emacs 22ベース
  - Ver. 3.00 開発版 GNU Emacs 22.1